# Cenarchaeum symbiosum
A Cenarchaeum symbiosum az Archaea domén Thaumarchaeota törzsének a Cenarchaeum a nemzetségébe tartozó faj. Pszichrofil és a Axinella mexicana szivaccsal él szimbiózisban (endoszimbionta).
A genomja a becslések szerint 2,02 millió bázispár hosszúságú, és 2011 génje lehet.
Pszichrofil szervezet képes életben maradni és szaporodni alacsony hőmérsékleten általában 7-19 °C-tól. Szimbiotikus kapcsolata van bizonyos szivacs fajokkal, általában 10-20 méteres mélységben él, jellemzően Kalifornia közelében.